# Van Helsing - La missione londinese
Van Helsing - La missione londinese (Van Helsing: The London Assignment) è un cortometraggio d'animazione del 2004, diretto da Sharon Bridgeman, prodotto dalla Universal Cartoon Studios come prequel del film Van Helsing (2004).
È stato pubblicato il 17 aprile 2004 nei Paesi Bassi e l'11 maggio dello stesso anno negli Stati Uniti. In Italia è uscito il 7 ottobre 2004.

## Trama
Londra, 1887. La missione del misterioso cacciatore di mostri Gabriel Van Helsing è catturare il malefico demone Mr. Hyde che sta seminando il terrore nelle strade londinesi uccidendo giovani donne col favore delle tenebre. In questa nuova avventura animata, Van Helsing smaschera Dr. Jekyll, l'alter ego di Mr. Hyde, il cui piano criminale dietro ai suoi efferati omicidi minaccia la sopravvivenza dell'Inghilterra e dell'Impero britannico stesso.

## Personaggi e doppiatori
| Personaggio         | Doppiatore originale                                  | Doppiatore italiano      |
| ------------------- | ----------------------------------------------------- | ------------------------ |
| Gabriel Van Helsing | Hugh Jackman                                          | Fabrizio Pucci           |
| Dr. Henry Jekyll    | Dwight Schultz                                        | Vittorio Amandola        |
| Mr. Edward Hyde     | Robbie Coltrane                                       | Eugenio Marinelli        |
| Carl                | David Wenham                                          | Francesco Bulckaen       |
| Cardinale Jinette   | Alun Armstrong                                        | Renato Izzo              |
| Regina Victoria     | Tara Strong (da giovane) Tress MacNeille (da anziana) | Giuppy Izzo (da giovane) |